# Spanningsreeks der metalen
De spanningsreeks der metalen, ook verdringingsreeks der metalen, is de rangschikking van de metalen naar dalend reducerend vermogen; met andere woorden hoe meer naar links een metaal staat, hoe gemakkelijker het geoxideerd wordt. Hoe meer naar rechts het metaal, hoe edeler het is.
Een metaal links van een ander metaal kan de ionen van een ander metaal reduceren tot metaal. Hoe verder de metalen van elkaar staan, des te groter de drijvende kracht van de reactie is. Dit betekent echter niet altijd dat de reactie dan ook sneller verloopt; de snelheid waarmee een reactie verloopt is iets anders dan de 'wens' van de reactie om te verlopen.
De spanningsreeks der metalen ziet er als volgt uit. Daaronder een ezelsbrug voor de meeste van de metalen.
| Li     | K      | Sr     | Ca        | Na      | Mg     | Al        | Zn     | Cr     | Fe         | Cd         | Co         | Ni     | Sn       | Pb      | H       | Cu       | Ag       | Hg       | Pt   | Au   |
| onedel | onedel | onedel | onedel    | onedel  | onedel | onedel    | onedel | onedel | onedel     | onedel     | onedel     | onedel | onedel   | onedel  |         | halfedel | halfedel | halfedel | edel | edel |
|        | Kleine | Kleine | Catharina | Natalia | Mag    | Alleen op | Zon-   | en     | Feestdagen | Feestdagen | Feestdagen | Niet   | Snoepen. | Probeer | Haar te | Cussen.  | Cussen.  | Cussen.  |      |      |

## Voorbeeld
Thermiet is een mengsel van ijzeroxide (FeO2 + FeO3 = roest) en aluminium (Al) met een beetje magnesium (Mg) als starter voor de reactie, alle drie in poedervorm. De ijzeroxide bevat alle zuurstof die de reactie zelf nodig heeft om te blijven reageren ofwel oxideren.
Dit poedermengsel wordt tussen twee ijzeren voorwerpen aangebracht, bijvoorbeeld een trein-railsverbinding. Na ontsteking op de juiste temperatuur zal er een aluminiumverbrandingsreactie optreden die alle zuurstof aan het ijzeroxide onttrekt en het pure ijzer in gesmolten toestand overlaat. Het aluminiumoxide ligt als een wit poeder boven op het gesmolten ijzer. Indien de beide poeders in de juiste verhouding zijn vermengd, is er binnen de reactie exact genoeg zuurstof om alle aluminium te laten oxideren, terwijl er in het ijzergedeelte geen zuurstof meer aanwezig is.
De verbranding in dit specifieke voorbeeld, rondom de metaal-mix thermiet, houdt zichzelf in stand en zal doorgaan tot een van de drie elementen O, Al of Fe is opgeraakt.
Deze verdringingsreeks is eenrichtingsverkeer en dus onomkeerbaar. Voor chemische reacties in omgekeerde volgorde zijn andere processen nodig, meestal met veel gebruik van energie en mogelijk met zuren met lage pH-waardes. Niet de meest milieuvriendelijke chemische processen. Daarom is het van belang zo min mogelijk metalen blindelings te verbranden, omdat het recyclen daardoor stukken duurder wordt en ernstige milieuschade kan geven bij calamiteiten tijdens het hergebruik klaar maken van de grondstoffen.

## Complexe metaalknollen
Op de vloer van de oceanen liggen klompen metaal die vaak uit Mangaan met andere metalen bestaan. er is nieuw wetenschappelijk onderzoek dat aantoont dat deze metaalknollen zuurstof vrijmaken uit H2O door spontane electrolyse Donkere Zuurstof https://www.nature.com/articles/s41561-024-01480-8